# Jabugo
Jabugo è un comune spagnolo di 2 550 abitanti situato nella comunità autonoma dell'Andalusia.

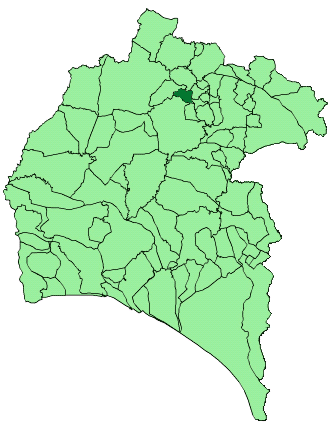
Mappa del comune nella provincia